# 東北町
東北町（日语：／ Tōhoku machi */?）是位於青森縣東部上北郡的町。東部面向縣內面積第一大的半鹹水湖小川原湖，當地人口則多集中在乙供站與上北町站周圍。當地作為青森縣的公路馬拉松接力賽跑之町而聞名，在縣内的城鎮(町)組居民接力賽跑大會上獲得22連勝。

## 地理
東北町境內約44.4%的面積被森林與原野覆蓋，25.1%的土地為農業用地。舊上北町地區的地勢為西高東低，高瀬川與砂土路川等河流經該區並往東注入小川原湖。舊東北町西部坐落著八幡岳與烏帽子岳等山，北部則是下北半島的吹越台地向南延伸的丘陵地帶。赤川、土場川、野邊地川等河流經此區，這些河川的沿岸地區則散布著許多水田。

### 氣候
東北町在氣候上屬於太平洋側氣候。6月至7月受到挾帶毛毛雨的涼冷東北風影響，氣溫處於較低的狀態，11月至隔年4月受到強勁的西北季風吹拂並帶來降雪。由於舊上北町區域西邊為八甲田山，降雪多被其阻擋，因此積雪量也較少。而舊東北町地區則被指定為特別豪雪地帶。

## 歷史
舊上北町地區在古時便有人類定居，境內曾挖掘出古屋敷貝塚遺跡等屬於繩紋時代的遺址。當地的聚落約形成於平安時代中期，當時朝廷的勢力正逐漸擴張到東北地方，而東北地方北部則被視為具有開發潛力的土地。東北町在平安時代作為名馬的產地而聞名。之後當地陸續受到安倍氏、奧州藤原氏與南部氏的統治。文政2年 (1819年) 七戶藩成立後，東北町由七戶藩統治至明治維新時期。
1889年（明治22年）4月1日，甲地村成立。1963年（昭和38年）11月1日，甲地村施行町制並改稱為東北町。2005年（平成17年）3月31日，上北町與舊東北町合併成現今的東北町。

## 行政
- 町長：斗賀壽一（2009年～）
  - 生於1944年（昭和19年）7月2日（64歲）

　　　　　簡歷：青森縣議會議員（4期），東北町議會議員（4期）
- 町議會：議員數目16名（共産黨1名、無所屬15名）

## 經濟
當地以農業和漁業為主。2020年東北町的第一級產業就業人口比例為11.1%。農業方面生產日本薯蕷、蘿蔔、小米和稻米等農產品，漁業方面則以西太公魚、銀魚和蜆等海產。

### 郵政

#### 配送據點
- 郵政事業野邊地分店
  - 上北配送中心
  - 乙供配送中心

#### 郵政局
- 上北郵政局（84063）
- 甲地郵政局（84069）
- 乙供郵政局（84119）
- 徳万歳郵政局（84162）
- 小川原郵政局（84222）
- 千曳簡易郵政局（84800）

## 交通

### 鐵道
- 青森鐵道
  - 青森鐵道線：小川原站 - 上北町站 - 乙供站 - 千曳站

### 巴士
- 十和田觀光電鐵
- 東北町民巴士

### 道路
- 自動車專用道路
  - 上北自動車道
- 一般國道
  - 國道4號
  - 國道394號
- 縣道
  - 青森縣道5號野邊地六所線
  - 青森縣道8號八戶野邊地線
  - 青森縣道22號三澤七戶線
  - 青森縣道25號東北橫濱線
  - 青森縣道121號七戶上北町停車場線
  - 青森縣道165號上野十和田線
  - 青森縣道173號乙供停車場中野線
  - 青森縣道180號尾駮有戶停車場線
  - 青森縣道211號折茂上北町停車場線
  - 青森縣道219號水喰上北町停車場線
  - 青森縣道246號水喰野邊地線
- 道之驛
  - 道之驛小川原湖

## 觀光

### 景點、遺跡
- 銀杏：有樹齡800年及樹齡650年2個說法。被指定為町文物財產。
- 日本中央之碑：於昭和24年被發現。關於它的由來等資料不明，不過一般認為為平安時代的征夷大將軍，征伐蝦夷的坂上田村麻呂所建造。
- 古屋敷貝塚
- 小川原湖公園
- 歷史民俗資料館（上野字上野） - 納瑪象臼齒，虎顎骨，繩文人骨

### 祭典、特別活動
- 櫻花節
- 花切川鯽魚釣魚全國大會（於每年5月3日舉行）
- 湖水祭（於7月下旬舉行）
  - 花火創作比賽（花火大會）
  - 小川原湖寶物探尋大會
- 東北町秋天節（上北地區秋祭：於8月中旬舉行）
- 日本的中央火把節（東北地區秋祭：於9月上旬舉行）
- 產業文化節．生活祭祀（於11月初旬舉行）

## 地域

### 教育

#### 中學
- 東北町立上北中學
- 東北町立東北中學（舊乙供中學）
- 東北町立東北東中學（舊甲地中學）

#### 小學
- 東北町立上北小學
- 東北町立小川原小學
- 東北町立第一小學
- 東北町立蛯澤小學
- 東北町立甲地小學
- 東北町立千曳小學
- 東北町立水喰小學

### 所屬警察署
- 七戶警察署管轄範圍內
  - 上北駐在所
  - 乙供駐在所
  - 甲地駐在所
  - 千曳駐在所

＊以前為上北町的上北警察署所管轄。

### 所屬消防署
- 中部上北廣域事務組合本部
- 中部上北廣域事務組合
  - 上北消防署
  - 東北消防署

### 金融
- 青森銀行
  - 上北町分店
  - 乙供分店
- 青森県信用組合上北町分店
- 青之森信用金庫東北町分店（舊稱：八戶信金店）

### 其他主要機關、企業
- 航空自衛隊東北町分屯基地
- 北海道、本州間連系設備上北變換所

## 本地出身的名人
- 大塚甲山: 詩人，為受到高度評價但早逝的社會主義詩人、田園詩人。
- 柴田政見: 練馬師
- 柴田政人: 練馬師，原打呲騎師，勝出1767場，為歷史上第3位。
- 柴田利秋: 前騎師
- 柴田善臣: 騎師
- 佐佐木竹見: 騎師，總計勝出7151場，為國內最多（世界第6位），於2001年引退。
- 陸奧嵐幸雄: 大相撲、原關脇 ，於昭和36年秋天初入土俵，昭和42年春天入幕，昭和51年春天引退。昭和54年成立安治川部屋。

- 吹越滿: 俳優
- 野田頭美穗: 田徑選手